# Acroloxus
Acroloxus é um género de gastrópode  da família Acroloxidae.
Este género contém as seguintes espécies:
- Acroloxus coloradensis J. Henderson, 1930
- Acroloxus improvisus Polinski, 1929
- Acroloxus lacustris (Linnaeus, 1758)
- Acroloxus macedonicus Hadžišce, 1959
- Acroloxus tetensi (Kušcer, 1832)